# Tupaia montana
Espèce
Statut de conservation UICN

 LC  : Préoccupation mineure
Statut CITES
Tupaia montana est un petit mammifère placentaire de la famille des Tupaiidae.

## Interaction écologique

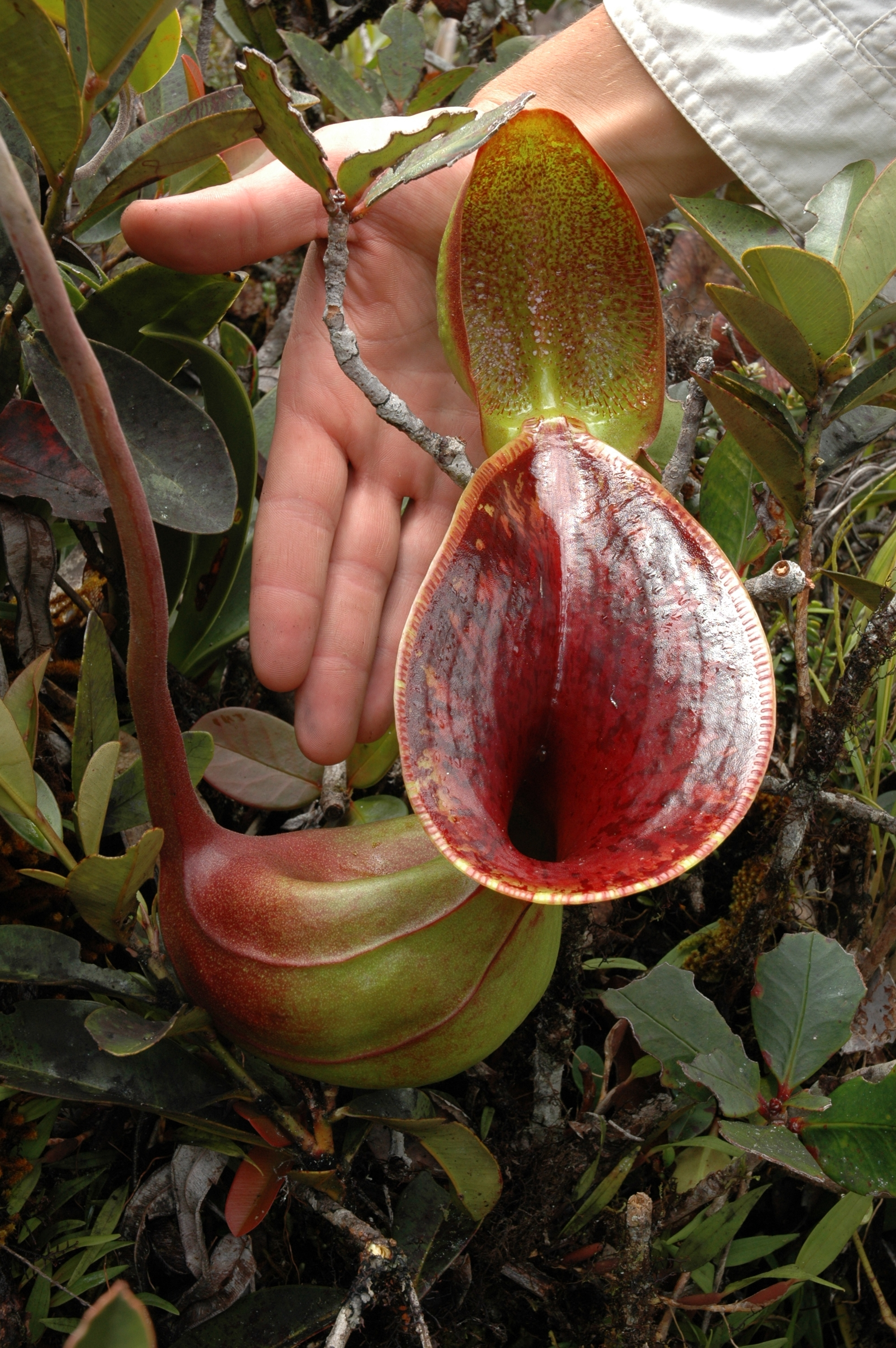
Nepenthes lowii

Cette espèce contribue à un exemple étonnant d'interaction plante-animal.
Plusieurs espèces de plantes carnivores à piège passif du genre Nepenthes (Nepenthes lowii, N. rajah et N. macrophylla), normalement constituées pour capturer des arthropodes à l'aide d'une urne remplie de liquide, s'adaptent progressivement pour se nourrir des crottes de cet animal. Attiré par les sécrétions produites par des glandes situées sur la face interne du couvercle de l'urne, le tupai défèque au passage dans celle-ci.
Le système fonctionne d'autant mieux que l'urne aura la bonne taille et le couvercle le bon angle, ce qui sélectionne progressivement une forme optimale de la plante.

## Répartition
Cette espèce est endémique de Bornéo où elle est commune dans le nord-ouest de l'île. Sa répartition s'étend de part et d'autre de la frontière entre l'Indonésie et la Malaisie, et remonte au nord jusqu'au Brunei.

## Liste des sous-espèces
Selon Mammal Species of the World (version 3, 2005)  (17 déc. 2010) :
- sous-espèce Tupaia montana baluensis
- sous-espèce Tupaia montana montana